# شيرين الشلبي
شيرين رائد خير الشلبي (مواليد 3 يونيو 1994) هي لاعبة كرة قدم من الأردن تلعب كحارسة مرمى لنادي شباب الأردن للسيدات ومنتخب الأردن للسيدات. شاركت في بطولتي أسيا للسيدات لكرةالقدم عامي 2014 و 2018.